# 菲爾斯河 (納布河)
49°9′32″N 11°57′19″E / 49.15889°N 11.95528°E
菲爾斯河（德语：Vils）是德國的河流，位於巴伐利亞，屬於納布河的右支流，河道全長87公里，流經菲爾塞克、安貝格和施米德米伦，河口處在卡爾明茨。